# لاچزار بالتانوف
لاچزار بالتانوف (بلغاری: Лъчезар Балтанов؛ زادهٔ ۱۱ ژوئیهٔ ۱۹۸۸) بازیکن فوتبال اهل بلغارستان است.
از باشگاه‌هایی که در آن بازی کرده است می‌توان به باشگاه فوتبال بوتو پلوودیو و باشگاه فوتبال لفسکی صوفیه اشاره کرد.
وی همچنین در تیم‌های ملی فوتبال زیر ۲۱ سال بلغارستان و بلغارستان بازی کرده است.